# Hans von Below
Hans von Below (n. 27 iunie 1862, Grudziądz, Voievodatul Cuiavia și Pomerania, Polonia – d. 6 august 1933) a fost unul dintre generalii Armatei Imperiale Germane din Primul Război Mondial. 
A îndeplinit funcția de comandant al Diviziei 89 Infanterie în campania acesteia din România, având gradul de general-maior.:pp. 183-184